# لوسيان روزا
لوسيان روزا هو منافس ألعاب قوى سريلانكي، ولد في 10 فبراير 1944.

## وصلات خارجية
- لوسيان روزا على موقع أوليمبيديا (الإنجليزية)